# DVK Haacht
Dames VK Haacht was een Belgische voetbalclub uit Haacht. De club was aangesloten bij de KBVB met stamnummer 9046 en had rood en wit als kleuren. De club speelde enkele seizoenen op het allerhoogste niveau in het vrouwenvoetbal.

## Geschiedenis
In het begin van de jaren 1980 groeide bij leerlingen van de Haachtse school Don Bosco het idee om onder meisjes te voetballen. Aanvankelijk werd wat getraind op woensdagnamiddagen en af en toe werd een vriendschappelijke wedstrijd gespeeld tegen andere scholen. De groep speelsters groeide aan en in de zomer van 1984 werd men uitgenodigd op een internationaal scholentoernooi in Denemarken. Hieruit groeide de wens om meer te spelen en men sloot zich aan bij het ISF, de International School Federation, die instond voor sportcompetities tussen scholen. De meisjes van Don Bosco kwalificeerden zich voor een voetbaltoernooi in Finland in de zomer van 1985 en haalden er brons.
De ambitie groeide om in echte competities aan te treden en men besloot zich aan te sluiten bij de Belgische Voetbalbond. Enkele ouders gingen deel uitmaken van het bestuur en op 1 juli 1986 werd men uiteindelijk als VK Don Bosco Haacht lid van de KBVB onder stamnummer 9046. Men ging van start in de Brabantse provinciale reeks. Haacht bleef er vijf seizoenen spelen. Het seizoen 1989/90 leek men zelfs af te sluiten als kampioen, maar Don Bosco verloor nog twee punten wegens het opstellen van een niet-gekwalificeerde speelsters, en strandde zo op een tweede plaats. Met een jong team slaagde men er in 1990/91 dan toch in voor het eerst te promoveren naar Tweede Nationale. De ploeg verhuisde dan ook van terrein en verliet het veld aan de sporthal van Boortmeerbeek voor een terrein in Haacht zelf. Men ging spelen op een gemeentelijk terrein aan de Beverdijk, waar de accommodaties werden uitgebaat door voetbalclub Stade Haacht.
Don Bosco Haacht was meteen bij de beteren in Tweede Nationale en de club eindigde er in haar eerste seizoen meteen tweede in haar reeks, na Stade Brainois. De club trad ook met een beloften- en jeugdelftal in competitie. Het volgende seizoen werden sportieve en bestuurlijke veranderingen doorgevoerd, maar men eindigde toch nog vierde. In 1993 werd de naam van de club gewijzigd in Dames Voetbal Klub Haacht (DVK Haacht). Ook het daaropvolgende seizoen verliep moeizaam. Men verhuisde naar de terreinen van Olympia Wespelaar.
In 1994/95 speelde Haacht een sterk seizoen. De ploeg won 21 van haar 26 competitiewedstrijden, maar strandde toch op een tweede plaats. Men moest immers nog een ijzersterk Cercle Brugge laten voorgaan, dat het seizoen afsloot zonder competitienederlaag. Het volgende seizoen bleef Haacht de concurrenten overklassen en zo slaagde men er uiteindelijk toch in reekswinnaar te worden. Voor het eerst promoveerde DVK Haacht zo in 1996 naar de hoogste klasse.
Eerste Nationale bleek echter te hoog gegrepen: Haacht eindigde er het eerste seizoen als voorlaatste en zakte meteen weer naar Tweede Nationale in 1997. Daar ging het stukken beter. Men werd er meteen weer kampioen en zo keerde men in 1998 alweer terug in Eerste Klasse, waar men zich ditmaal wel kon handhaven. In 2001 eindigde men er echter weer op een voorlaatste plaats en na drie jaar op het hoogste niveau moest Haacht weer een stap terugzetten.
De volgende seizoenen bleef DVK Haacht met wisselende resultaten in Tweede Nationale spelen. Zo eindigde men in 2004 maar net boven de degradatieplaatsen, maar haalde men daarentegen in 2005 een derde plaats. In 2006 werd Haacht zelfs tweede. Deze tweede plaats gaf recht op een barragewedstrijd voor een plaats in Eerste Klasse, gespeeld tegen de voorlaatste uit de hoogste afdeling. Haacht versloeg er FC Excelsior Kaart en keerde zo na vijf jaar nog eens terug in Eerste Klasse. Het seizoen 2006/07 verliep er echter allesbehalve goed. De ploeg werd er afgetekend allerlaatste en degradeerde meteen weer naar Tweede Klasse. Dat was het begin van het einde: in 2012 werd de club zelfs helemaal opgedoekt.